# Peter Clentzos
Peter D. Clentzos (griechisch Πέτρος Χλέντζος, Petros Chlentzos; * 15. Juni 1909 in Oakland, Kalifornien; † 11. September 2006 in Rancho Mirage, Kalifornien) war ein US-amerikanischer Stabhochspringer griechischer Abstammung.

## Karriere
Clentzos wuchs als Sohn griechischer Einwanderer im kalifornischen Oakland auf. Seine Eltern stammten von der griechischen Insel Kythira. Clentzos besuchte die University of Southern California in Los Angeles und schloss sich dem Leichtathletik-Team an. Er trainierte mit Dean Cromwell Stabhochsprung und wurde 1930 und 1931 Universitätsmeister. 
Zu den US-Ausscheidungen für die Olympischen Spiele 1932 in Los Angeles wurde Clentzos nicht zugelassen. Daher entschied er sich, für das Heimatland seiner Eltern zu starten. In Los Angeles waren neben Clentzos nur sieben weitere Athleten dabei. Clentzos konnte nur die erste Höhe (3,75 m) überspringen, an der nächsten Höhe von 3,90 m scheiterte er. Letztendlich belegte er den siebten Platz, da der Brasilianer Carlos Nelli keinen gültigen Versuch zu Stande brachte. Bei einem Wettkampf im folgenden Jahr übersprang er 4,12 m, seine persönliche Bestleistung.
Nach seinem Studium ging Clentzos an die High School von Barstow und unterrichtete dort Geschichte und Holzverarbeitung. Hier war er auch als Trainer der Leichtathletikmannschaft und des Footballteams tätig. Während des Zweiten Weltkrieges diente er als Sportausbilder an der Santa Ana Army Air Base. Nach dem Krieg übersiedelte der mittlerweile verheiratete Clentzos nach Pasadena und unterrichtete an der dortigen Roosevelt High School. Später arbeitete er als Berater der Narbonne High School und als stellvertretender Direktor der Franklin High School. 
Die griechische Regierung lud Clentzos 2004 als Ehrengast für die Olympischen Spiele in Athen ein. Er nahm zudem am Fackellauf teil. 
Am 11. September 2006 verstarb er im Eisenhower Medical Center von Rancho Mirage auf Grund von Komplikationen nach einer Hüftoperation.